# Maxlried
Maxlried ist ein Gemeindeteil von Oberhausen im oberbayerischen Landkreis Weilheim-Schongau.

## Geschichte
Das Dorf wurde benannt nach dem ersten bayerischen König Max I., der das ehemalige Moorgelände urbar machen ließ und es Nichtsesshaften zugewiesen hatte. Das Misstrauen, das 1812 diesen Neuankömmlingen entgegengebracht wurde, zeigt sich noch heute in dem bei Einheimischen aus anderen Gemeindeteilen Oberhausens beliebten Spruch „Maxlriad – fünfzehn Häusa, achtzehn Diab!“
Heute zieht die Landschaft im Moor auch Auswärtige an. Die Malerin Sigrid Meggendorfer hat dort ihr Atelier und Wohnsitz.